# 棲霞寺
棲霞寺（せいかじ）は、中華人民共和国江蘇省南京市棲霞区にある仏教（隋より唐初は三論宗）の寺院。南京駅から路線バスで約1時間の南京の北東22キロに位置する棲霞山（摂山）西麓にある。

## 歴史
棲霞寺は南朝斉の永明2年（484年）（永明元年、永明7年の説もあり）に処士の明僧紹（字は徴君）が自らの居所を改築して棲霞精舎を開いたことに始まる。
また、隋から唐初にかけて、僧朗・僧詮・吉蔵（549年 - 623年）らの三論宗の衆徒が、この棲霞山（摂山）の止観寺や棲霞寺を拠点として教勢を張り、摂嶺相承と称せられた。慧布（518年 - 587年）は棲霞寺の禅堂を造営した。唐の高祖李淵が、功徳寺と寺名を改めた。
明の洪武25年（1392年）に寺名を棲霞寺に戻したが、清の咸豊5年（1855年）に棲霞山一帯での清軍と太平天国軍の激戦により焼失、光緒34年（1908年）に再建され、1500年以上の歴史があり、南京最大規模の寺である。清には乾隆帝が「第一金陵名秀山」と称賛した。

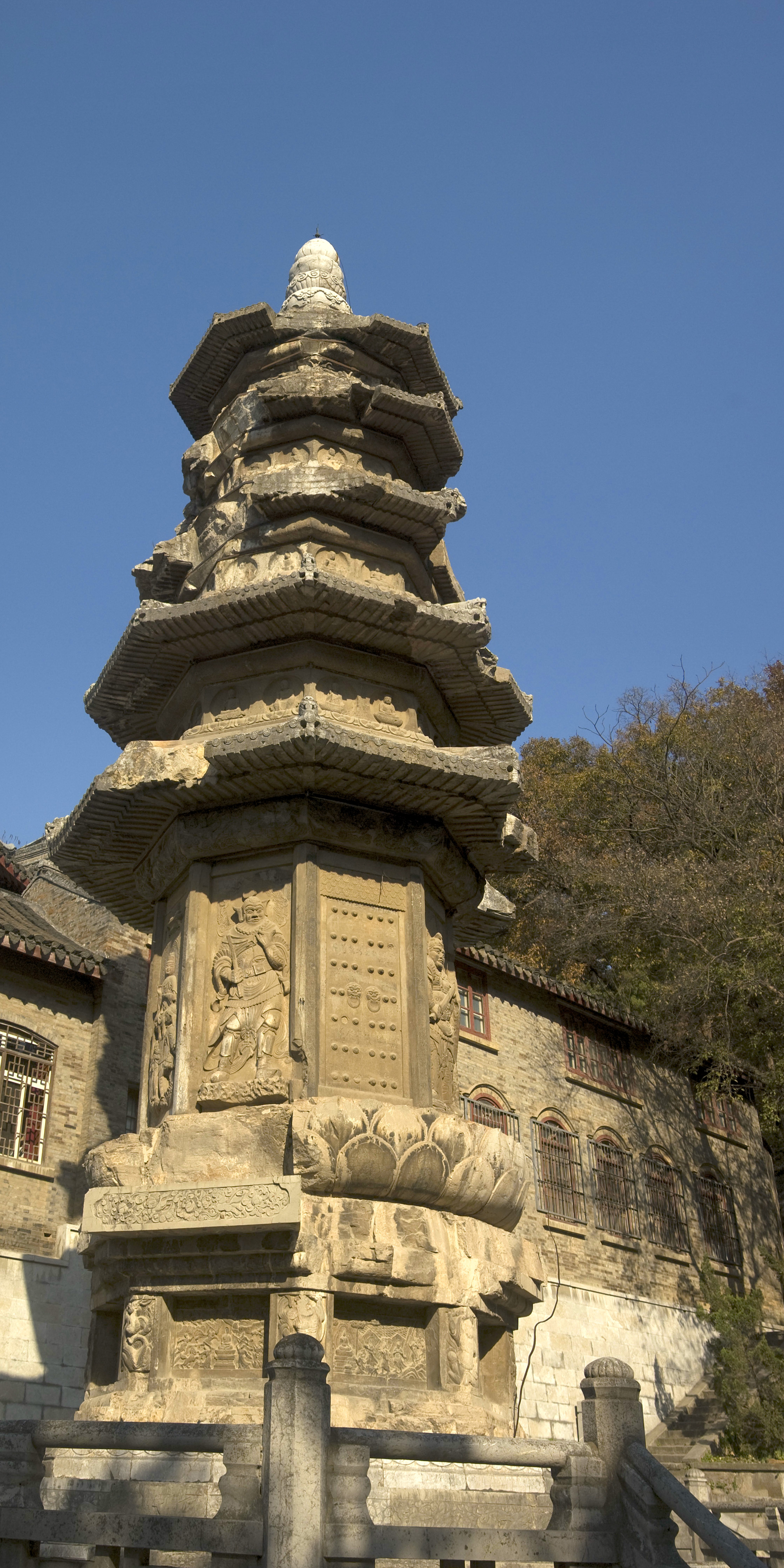
舎利塔

## 境内
三門、天王殿、毘盧殿、石造の無量殿（大仏閣、三聖殿）、磨崖の千仏龕石窟がある。
無量殿の近くの高台には、仁寿舎利塔がある。ただし、隋の仁寿元年（601年）に建塔されたものだが、五代十国時代の南唐の重修である。
秋になると紅葉が見事だという。「棲霞紅葉」は南京の有名な風景のひとつであり、さらに「春牛首、秋棲霞」とも言われることもある。周辺地域には六朝の頃の陵墓、石刻がある。1937年の旧日本軍の南京事件の際に難民約2万人が棲霞寺に避難していたとされ、2005年8月に『棲霞寺1937』という映画が公開された。南京では著名な寺である。

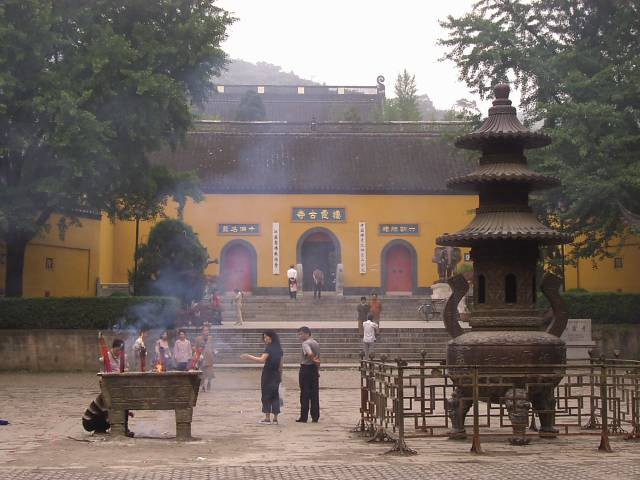
棲霞寺
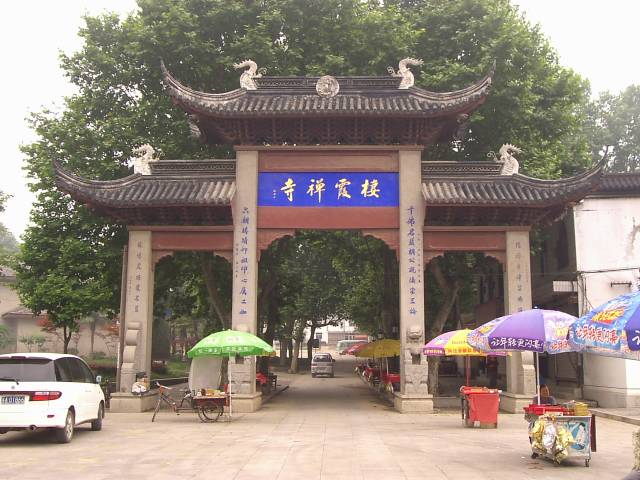
参道の牌坊
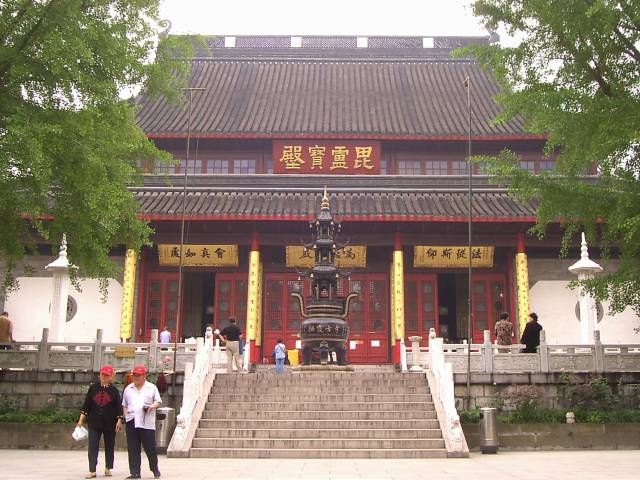
本殿
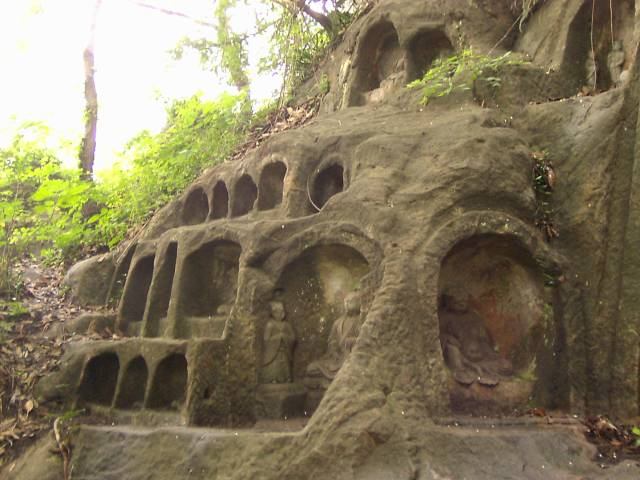
千仏巌

## 交通アクセス
- 南京地下鉄

■6号線
棲霞山駅